# Herman Murray
Herman Murray, född 5 december 1909 i Montréal, död 27 november 1998 i Montréal, var en kanadensisk ishockeyspelare.
Murray blev olympisk silvermedaljör i ishockey vid vinterspelen 1936 i Garmisch-Partenkirchen.